# John M. Stahl
John Malcolm Stahl (Baku, 21 gennaio 1886 – Los Angeles, 12 gennaio 1950) è stato un regista e produttore cinematografico statunitense.
È stato uno dei 36 membri fondatori dell'Academy of Motion Picture Arts and Sciences (AMPAS) che nasce nel 1927, un'organizzazione per il miglioramento e la promozione mondiale del cinema. L'accademia, nel 1929, creò il Premio Oscar

## Biografia
John Malcolm Stahl iniziò la sua carriera ai tempi del cinema muto, periodo in cui si registra il picco massimo della sua produzione da regista. Almeno la metà dei film da lui diretti risalgono infatti a questo periodo, fra il 1914 ed il 1927. Negli anni venti e trenta fu anche un attivo produttore, ma ancora una volta la stragrande maggioranza dei film da lui prodotti si colloca nell'era del muto. Dal 1931 al 1941 solo sette film furono da lui prodotti e di quasi tutti firmò anche la regia.
Fra i suoi film si ricordano: La donna proibita (1932), melodramma con Irene Dunne nel ruolo di eterna amante, Al di là delle tenebre (1935), ancora con la Dunne, film dove il melodramma si fonde con la commedia ingannando lo spettatore. Nel 1941 si cimento' nella commedia con La fidanzata di mio marito con Melvyn Douglas, mentre nel 1945 firmò un nuovo grande melodramma, Femmina folle dove Gene Tierney interpretò una moglie patologicamente possessiva che arriva all'omicidio ed al suicidio. Uno dei suoi ultimi lavori fu Le mura di Gerico (1948), dove il protagonista è preda di una donna molto simile a quella del film precedente, ma stavolta con un finale decisamente diverso.
Stahl morì a Hollywood nel 1950 per un attacco di cuore.

## Riconoscimenti
Al 6546 Hollywood Boulevard gli è dedicata una stella sulla Hollywood Walk of Fame.

## Filmografia

### Regista
- A Boy and the Law (1914)
- The Lincoln Cycle (1917)
- Wives of Men (1918)
- Suspicion (1918)
- Her Code of Honor (1919)
- The Woman Under Oath (1919)
- Greater Than Love (1919)
- Women Men Forget (1920)
- The Woman in His House (1920)
- Sowing the Wind (1921)
- The Child Thou Gavest Me (1921)
- Suspicious Wives (1921)
- The Song of Life (1922)
- One Clear Call  (1922)
- The Dangerous Age
- The Wanters  (1923)
- Why Men Leave Home (1924)
- Husbands and Lovers
- Fine Clothes

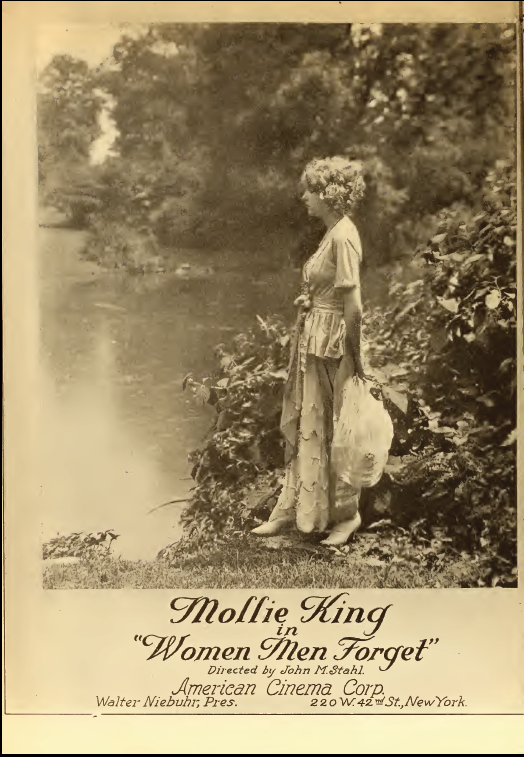
Mollie King in Women Men Forget 1919

- Ragione per cui (Memory Lane) (1926)
- The Gay Deceiver (1926)
- Lovers? (1927)
- Il principe studente (The Student Prince in Old Heidelberg), co-regia di Ernst Lubitsch (1927)
- In Old Kentucky (1927)
- A Lady Surrenders (1930)
- Il richiamo dei figli (Seed) (1931)
- Strictly Dishonorable (1931)
- La donna proibita (Back Street) (1932)
- Solo una notte (Only Yesterday) (1933)
- Lo specchio della vita (Imitation of Life) (1934)
- Al di là delle tenebre (Magnificent Obsession) (1935)
- Parnell (1937)
- L'ultima recita (Letter of Introduction) (1938)
- Vigilia d'amore (When Tomorrow Comes) (1939)
- La fidanzata di mio marito (Our Wife) (1941)
- Il sergente immortale (Immortal Sergeant) (1943)
- Marito a sorpresa (Holy Matrimony) (1943)
- The Eve of St. Mark (1944)
- Le chiavi del paradiso (The Keys of the Kingdom) (1944)
- Femmina folle (Leave Her to Heaven) (1945)
- The Shocking Miss Pilgrim (1947)
- La superba creola (The Foxes of Harrow) (1947)
- Ambra (Forever Amber), co-regia di Otto Preminger (1947)
- Le mura di Gerico (The Walls of Jericho) (1948)
- Father Was a Fullback (1949)
- Dora bambola bionda! (Oh, You Beautiful Doll) (1949)

### Produttore
- The Child Thou Gavest Me, regia di John M. Stahl (1921)
- Husbands and Lovers, regia di John M. Stahl (1924)
- Memory Lane, regia di John M. Stahl  (1926)
- Lovers?, regia di John M. Stahl (1927)
- In Old Kentucky, regia di John M. Stahl  (1927)
- Streets of Shanghai, regia di Louis J. Gasnier (1927)
- The Devil's Skipper, regia di John G. Adolfi (1928)
- Lo zeppelin perduto  (The Lost Zeppelin), regia di Edward Sloman (1929)